# Parosmylus belaae
Parosmylus belaae là một loài côn trùng trong họ Osmylidae thuộc bộ Neuroptera. Loài này được Ghosh & Sen miêu tả năm 1968.